# Charlotte Quillet Saint-Ange
Charlotte Quillet Saint-Ange est une artiste peintre française née à Neuilly-sur-Seine le 6 avril 1869 et morte à Paris 17e le 2 février 1957. Deux de ses peintures sont conservées au musée du quai Branly.
Elle a également été infirmière pendant la Première Guerre mondiale.

## Biographie
Née le 6 avril 1869 à Neuilly-sur-Seine, Marie-Charlotte-Agnès Riembau est la fille du négociant Narcisse Pierre Joseph Riembau et de son épouse Marie Pinès,.
Elle a été l'élève des peintres Antonin Mercié et Marguerite Pinès de Merbitz. Elle devient par la suite peintre et travaille également comme infirmière pendant la Première Guerre mondiale.
Le 5 juillet 1892, elle épouse à Saulx-les-Chartreux le diplomate Ange-Armand-Auguste-Henri Quillet-Saint-Ange (1856-1903). Accompagnant son mari dans ses diverses affectations diplomatiques, Charlotte Quillet Saint-Ange a vécu dans différents pays d'Asie et d'Afrique, notamment à Java et au Congo belge.
Charlotte Quillet Saint-Ange a été membre de l'Association des Dames françaises (Croix-rouge française) et de la société des amis de Montaigne,.
Elle a vécu au 8 rue Meissonnier, dans le 17e arrondissement de Paris,.
L'artiste meurt à son domicile parisien le 2 février 1957.
En 2012, sa peinture Cimetière militaire au bord du chemin de Châlons-sur-Vesle à la route de Reims fait partie de l'exposition 1917 au centre Pompidou-Metz. Deux de ses peintures et sa collection d'objets sont conservées au Quai Branly.

## Hommages et postérité
En 1919, elle reçoit la Croix de guerre en tant qu'infirmière dans les wagons sanitaires de l'avant.
Sa citation à l'ordre de l'armée mentionne :
QUILLET SAINT-ANGE (Mme Charlotte), infirmière de la Croix-Rouge française. Citation à l'ordre de l'armée :

« A fait preuve d'un grand courage, d'énergie, de zèle et de dévouement, en se donnant tout entière à son œuvre des Wagons Sanitaires de la Presse, et en prodiguant ses soins aux malades et aux blessés dans les régions de Muizon et de Reims, exposés aux bombardements de l'ennemi. »

— Signé : Pétain.
Le 2 avril 1925, elle reçoit la médaille de bronze de l'Assistance publique.

## Œuvres
- Cimetière militaire au bord du chemin de Châlons-sur-Vesle à la route de Reims, 1917, La contemporaine[13].
- Marionnette de Java, 1928, Musée du quai Branly[14].
- Portes de Ville-d'Avray, dans le Parc de Saint-Cloud, aquarelle exposée lors du Salon de 1931[2].
- Guerrier du Niger, 6 janvier 1933, Musée du quai Branly[15].
- Communiante à Brazzaville (Afrique-Équatoriale française), exposé lors du Salon de la France d'Outre-mer de 1940[8].

## Expositions
- Salon des Indépendants de 1928[16].
- Salon de 1931 : exposition annuelle des Beaux-Arts[2].
- Salon des Artistes français de 1934[17].
- Salon de la France d'Outre-mer de 1940[8].